# Mini World Cup
Mini World Cup är en ungdomsturnering i bandy för 16-årslag. Turneringen, som är en ungdomsvariant av World Cup, hade premiär 1986 och spelas på Sävstaås IP i Bollnäs i Sverige under oktober månad.

## Vinnare
Följande lag har vunnit turneringen.
- 1986: Bollnäs GoIF,  Sverige
- 1987: Bollnäs GoIF, Sverige
- 1988: Nässjö IF, Sverige
- 1989: Edsbyns IF, Sverige
- 1990: Bollnäs GoIF, Sverige
- 1991: Sandvikens AIK, Sverige
- 1992: Sandvikens AIK, Sverige
- 1993: Vetlanda BK, Sverige
- 1994: Botnia,  Finland
- 1995: Veiterä, Finland
- 1996: Sibselmash,  Ryssland
- 1997: Sibselmash, Ryssland
- 1998: Vetlanda BK, Sverige
- 1999: Värmbol-Katrineholm BK, Sverige
- 2000: Zavija, Ryssland
- 2001: Zavija, Ryssland
- 2002: IK Sirius, Sverige
- 2003: Bollnäs GoIF, Sverige
- 2004: Bollnäs GoIF, Sverige
- 2005: Krastvetmet, Ryssland
- 2006: Vetlanda BK, Sverige
- 2007: Reformation, Ryssland
- 2008: Västerås SK, Sverige
- 2009: HK Jenisej Krasnojarsk, Ryssland
- 2010: Hammarby IF, Sverige
- 2011: IK Sirius, Sverige
- 2012: HK Kuzbass, Ryssland
- 2013: SDS Coal Kemerovo, Ryssland
- 2022: Mikkelin Kampparit, Finland
- 2023: Edsbyns IF, Sverige
- 2024: Villa Lidköping, Sverige

### Fotnoter
1. ↑  ”KOSA Mini World Cup”. Svenska Bandyförbundet. Arkiverad från originalet den 26 juli 2011. https://web.archive.org/web/20110726102859/http://iof1.idrottonline.se/SvenskaBandyforbundet/Tavlingochresultat/Ungdomscuper/KOSAMiniWorldCup/. Läst 7 september 2011.
2. ↑  ”Tidigare segrare”. Svenska Bandyförbundet. Arkiverad från originalet den 23 augusti 2011. https://web.archive.org/web/20110823112517/http://iof1.idrottonline.se/SvenskaBandyforbundet/Tavlingochresultat/Ungdomscuper/KOSAMiniWorldCup/Tidigaresegrare/. Läst 28 oktober 2011.